# Гладкий Йосип Михайлович
Йо́сип (О́сип) Миха́йлович Гладки́й (близько 1789, Мельники — 5 (17) липня 1866, Олександрівськ) — останній кошовий отаман Задунайської Січі (з 1827-го), наказний отаман Азовського козацького війська, генерал-майор.

## Біографія

### Родина
Йосип Гладкий був родом із козаків Переяславського полку (адміністративного) з села Мельники, де його батько був війтом. Нащадок, по батьковій лінії, Матвія Гладкого.
Родина Гладких була досить заможною. Батько — Михайло Григорович мав трьох синів, але жодного не віддав у солдати, коли тим прийшла черга йти у військо, а відправив замість них найманців. Після його смерті Йосип отримав у спадок шмат землі, а згодом в 1813 році одружився з козачкою села Краснохижинці Феодосією Андріївною Мазур. У подружжя народилося п'ятеро дітей — двоє синів і три доньки. Утримувати сім'ю та сплачувати податки ставало дедалі важче. Праця на власній землі не приносила вагомих прибутків. За словами сучасників, Йосип не виявляв здібностей до землеробства. Кропітка робота на полі не приваблювала його «широкої козацької натури». Він починає продавати ділянку за ділянкою. Коли від батьківської спадщини залишилися лиш присадибна ділянка та пара волів, Йосип, полишивши їх та сім'ю на утримання брата, 1820 року вирішує податися на заробітки.

### Заробітки
Йосип береться за будь-яку справу, котра обіцяла йому добрий прибуток та швидку наживу. Спочатку він найнявся до багатого козака котрий доручив Гладкому волів та вози і відправив з чумацькою валкою до Криму. Втім Йосип не повернувся до працедавця оскільки загуляв і позбувся всього, що йому було довірено. За цих обставин був змушений тікати подалі від попереднього місця роботи. Так Йосип Михайлович опинився на Півдні України, де найнявся теслярувати. Не знаючи теслярської справи, він за певну платню взявся будувати водяний млин. Гладкий майже скінчив роботу, та його недосконалий виріб був змитий водою і розтрощений вщент. Тож Йосип знову зникає і через деякий час з'являється в Одесі, де займається бондарством. У місті Гладкий намагався одружитися зі служницею свого чергового роботодавця. Та священик, до котрого він звернувся за послугами, послав запит на батьківщину «нареченого». Незабаром стало відомо, що він уже одружений і має чотирьох дітей. Як наслідок Йосип спішно залишає Одесу і з'являється спочатку в Керчі, а згодом подався на Задунайську Січ.

### Задунайська Січ
Приписавшись на Січі в Платнірівський курінь під прізвищем Бондаря, Гладкий в складі п'ятитисячного козацького загону у флотилії під командуванням Ібрагім-паші брав участь у грецько-турецькій війні. Під орудою кошового Якова Мороза ходив походом на Месолонгіон, брав участь в облозі та штурмі фортеці. Під час кампанії 1827 року був обраний курінним Платнірівського куреня. На Покрову цього ж року, змінивши Василя Незамаївського, стає кошовим отаманом Задунайської Січі та двох-бунчужним пашею.
На новій посаді під час російсько-турецької війни 9 травня 1828 року організував повернення частини задунайських козаків у російське підданство. Запорожці, очолені кошовим на 61-му човні, взявши клейноди та скарбницю, перейшли під Ізмаїлом на бік імператорської армії.
Через зраду Йосипа Гладкого османський уряд жорстоко розправився з рештою задунайців. Козаків, які перебували у Сілістрії, було роззброєно і відіслано в Адріанополь. Деякий час їх тримали в місцевій в'язниці, а згодом перевели до Істамбулу. На Січ було послане турецьке військо, котре вчинило погром всього населення Добруджі, яке було під захистом Задунайської Січі. Сама ж Січ була повністю зруйнована.

### На службі Російської Імперії

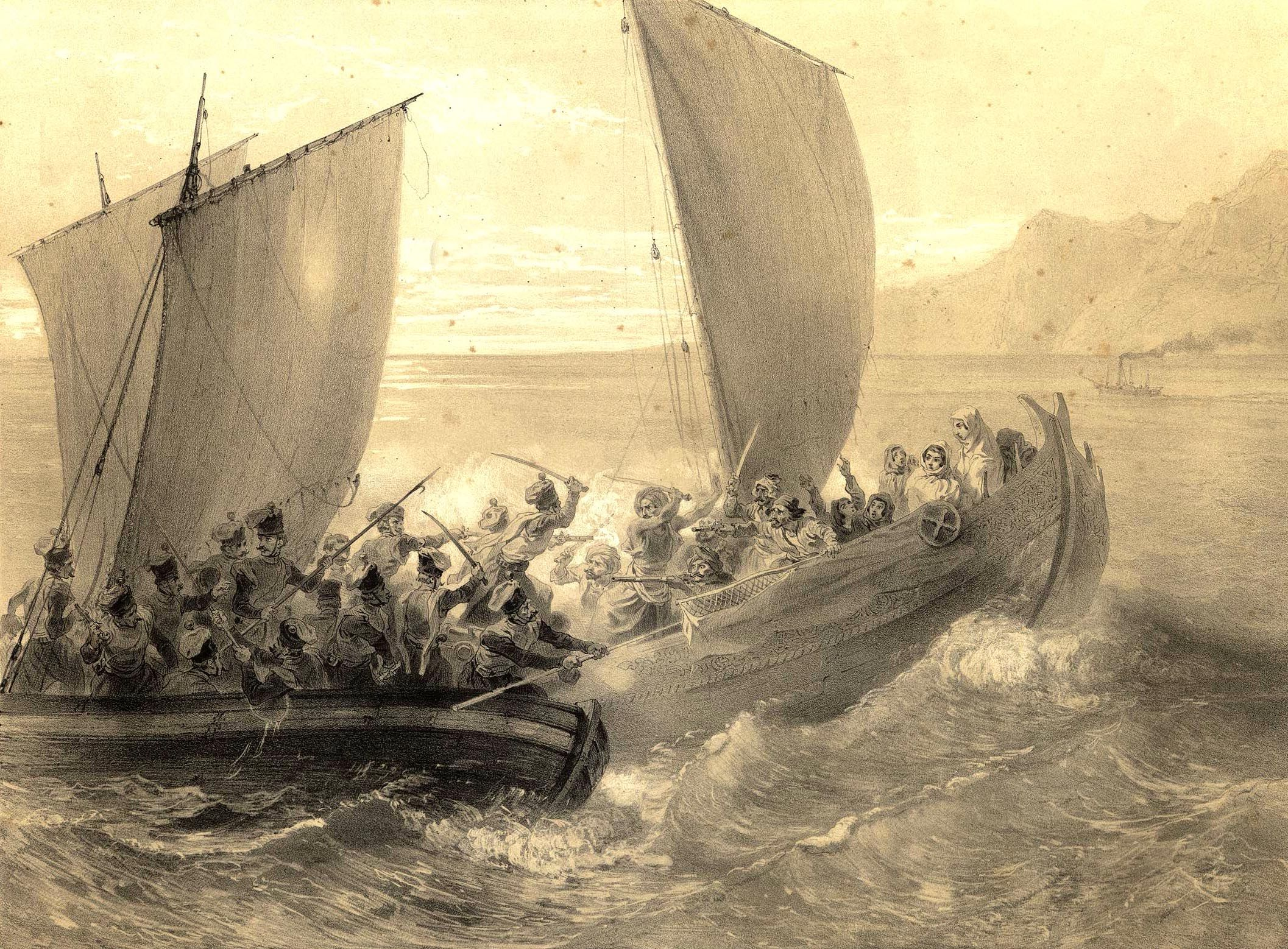
Азовці атакують турецьких піратів. Григір Гагарін

Першими бойовими діями задунайського козацтва в лавах російської армії був штурм добре укріпленої турецької фортеці Ісакчі. За клопотання генерала Рудзевича 10 козаків, котрі відзначились при здобутті фортеці, отримали ордени, а Гладкий одержав від Миколи І золотий Георгіївський хрест і полковницькі погони. Тоді ж його було призначено наказним отаманом Азовського козацького війська. У 1829-му Йосип Михайлович отримав дворянство. 1830-го був нагороджений діамантовим перснем, через рік — орденом Святої Анни 2-го ступеня, 20 липня 1840 йому було вручено орден Святого Володимира 3-го ступеня, а 11 квітня 1843 року отримав звання генерал-майора.
На посаді наказного отамана Гладкий зарекомендував себе як сумлінний офіцер, який опікується як долею всього війська, так і кожної окремої козацької родини. Постійно захищав права та інтереси козаків, рятував новоприбулих від повернення до кріпаччини чи рекрутчини.
Азовські вояки за час свого проживання в південному регіоні створили міцне прибуткове господарство. Матеріально військо виправдовувало своє існування та не потребувало повного державного утримання. В останні два десятиліття свого існування формування повністю перейшло на самозабезпечення без державних дотацій.

### У відставці

Герб Йосипа Гладкого

У відставці Гладкий відійшов від справ і повністю присвятив себе сім'ї і власному господарству. Надалі жив у межах військових земель — у Новоспасівській станиці у власному будинку. Та оскільки з відставкою отамана азовці змиритися не могли, та продовжували і з будь-яким питанням звертатися до нього за порадою чи проханням допомогти, Йосип Михайлович, не витримавши постійних надокучань козаків, виїхав за межі війська до хутора Ново-Петриківка.
На хуторі відставний офіцер зі своєю дружиною прожив до 1862 року відколи, після смерті сина Дем'яна, переїхав до Олександрівська, де мешкав у власному будинку на вулиці Покровській. Влітку 1866-го Гладкий поїхав на Катеринославський ярмарок і там заразився холерою. Внаслідок хвороби помер 5 липня. Днем пізніше відійшла і його дружина, що опікувалася хворим. Обох поховали на місцевому старовинному козацькому Пилипівському кладовищі (нині територія ЗНУ).

## Могила Йосипа Гладкого

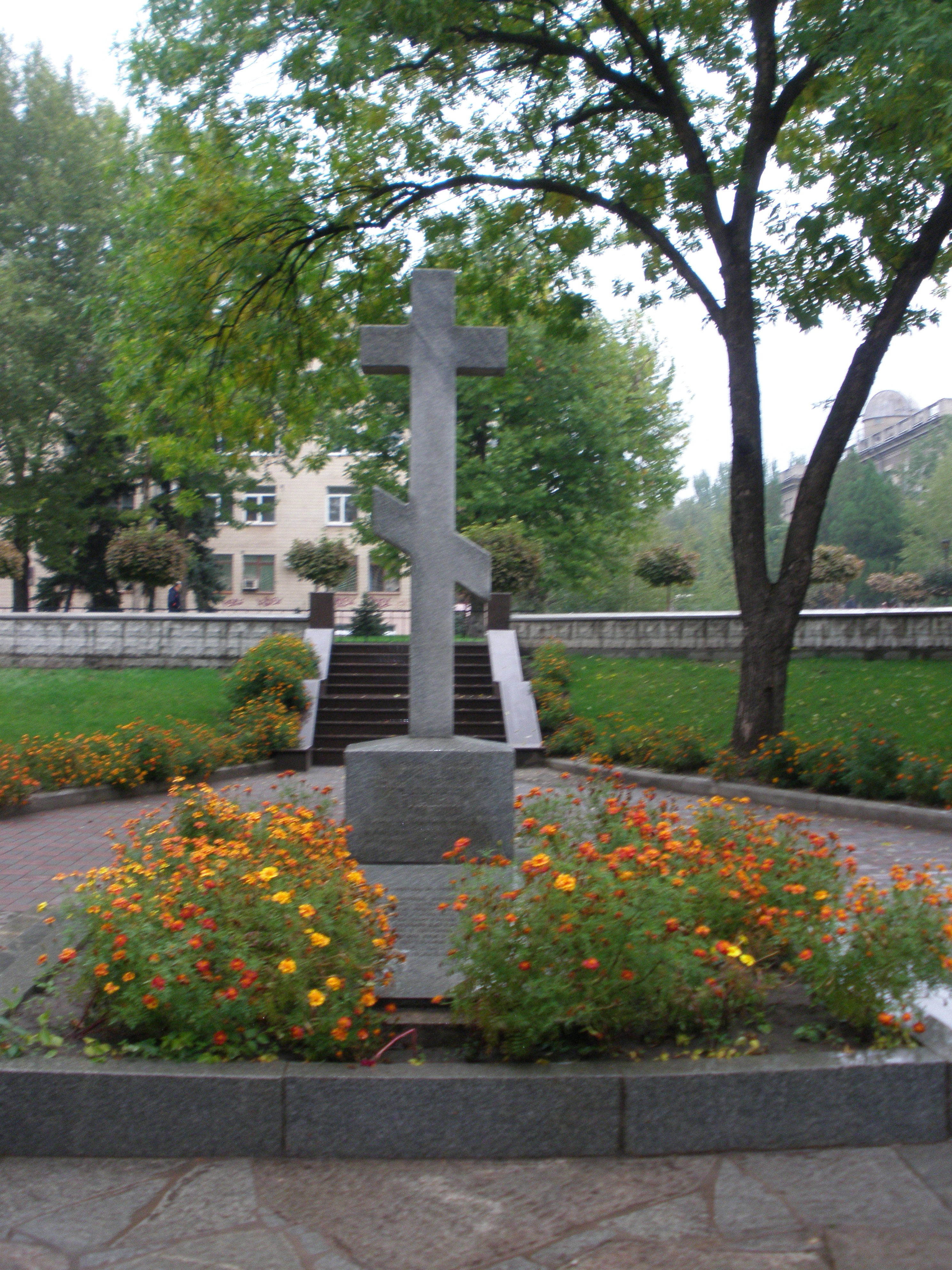
Могила Йосипа Гладкого в Запоріжжі

Могила Гладкого збереглася донині у Запоріжжі по вул. Жуковського, 55 і має статус пам'ятки історії національного значення. У 1992-му вона була відреставрована.
На могилі вибито: «Генералъ-майоръ ОСИПЪ МИХАЙЛОВИЧЪ ГЛАДКІЙ, козакъ Платниривського куреня, последній Кошевой Атаманъ Запорожской Задунайской Съчі. Скончался 10 июля 1866 года». На горизонтальній плиті осучасненого пам'ятника, над булавою і шаблею, вірші:
Шабля Осипа Гладкого, з часом певною мірою реконструйована, зберігається у ХІМ.

## Нащадки
- Гладкий Василь Йосипович (1814), підполковник Бузького уланського полку.
- Гладкий Степан Васильович (07.01.1870), вихованець ПКК, генерал-майор від артилерії[6]
- Гладкий Петро Васильович, депутат дворянських зборів Катеринослава, історик, член Ради музею ім. Поля, товариш Дмитра Яворницького
- Гладкий Ігор Петрович (?-27.09.1919), підполковник 13-го драгунського Військового ордена полку, згодом старшина УД (ком. панцирного дивізіону 8-го корпусу)[7]

## Мистецтво
Можливо Йосип Гладкий став прообразом Карася з опери «Запорожець за Дунаєм» Гулака-Артемовського.

## Вшанування пам'яті
У селищі Микільське Донецької області є вулиця Йосипа Сліпого.